# Josep Cornudella Cabré
Josep Cornudella Cabré (Vilaplana, 9 de gener de 1900 - Mèxic 1998) va ser un polític, periodista i escriptor català.

## Biografia
De formació autodidacta, Cornudella que també era conegut amb el renom de Pep Poncell, va ser un personatge ben peculiar i polifacètic que va combinar l'ofici de pastor i la passió pel futbol amb la literatura i el compromís polític. Cornudella va ser molt conegut en els cercles republicans i catalanistes de Vilaplana i del Baix Camp. Els articles que publicà Cornudella en els anys 1922 i 1923, sobretot al diari Foment, periòdic de referència de l'esquerra republicana i nacional del país, eren molt combatius i d'un fort component catalanista. Molt influït per l'exemple irlandès, va ser un dels articulistes més coneguts i llegits al Camp de Tarragona, defensava que la llibertat de Catalunya només es podia aconseguir per l'ús de la força (una defensa de la violència molt més simbòlica que no pas real). per aquest motiu, el 1923 va ser detingut per un delicte d'opinió.
Va publicar tres novel·les: El calvari de la Merceneta (Reus: Torre de Vori, 1927), Vides tèrboles (Reus: Llibreria Nacional i Estrangera, 1934) i Al cor de la muntanya (Reus: Llibreria Nacional i Estrangera, 1937). Els tres llibres parlen de la vida a pagès, en un món rural gens idíl·lic, en un moment cronològic sense determinar però que es pot situar entre els anys 20 i 30 del segle xx.
Va col·laborar en diferents publicacions, a part de Foment, publicà a Reus, i a L'Esquella de la Torratxa i La Campana de Gràcia. Va participar activament en la vida cultural de Vilaplana, on impulsà la creació d'una biblioteca pública, i d'un grup de teatre pel que va escriure i estrenar algunes obres, i també a Reus, on freqüentava la tertúlia de la llibreria de Salvador Torrell. D'idees catalanistes i d'esquerres, en el decurs de la Guerra Civil va ser un decidit defensor de la causa republicana i antifeixista, i participà en el Socors Roig, portant material al front i distribuint-lo també per la rereguarda. Amb el triomf franquista, es va haver d'exiliar el 1939, primer a França i, el 1942, a Mèxic, on va viure fins a la seva mort.
El 2012 es va reeditar el seu llibre Al cor de la muntanya